# Sinularia notanda
Sinularia notanda är en korallart som beskrevs av Tixier-Durivault 1966. Sinularia notanda ingår i släktet Sinularia och familjen läderkoraller. Inga underarter finns listade i Catalogue of Life.